# Xã Advance, Quận Pembina, Bắc Dakota
Xã Advance (tiếng Anh: Advance Township) là một xã thuộc quận Pembina, tiểu bang Bắc Dakota, Hoa Kỳ. Năm 2010, dân số của xã này là 130 người.